# Jatxou
Jatxou (baskisch: Jatsu) ist eine französische Gemeinde mit 1.258 Einwohnern (Stand: 1. Januar 2022) im Département Pyrénées-Atlantiques in der Region Nouvelle-Aquitaine (vor 2016: Aquitanien). Larressore gehört zum Arrondissement Bayonne und zum Kanton Baïgura et Mondarrain (bis 2015: Kanton Ustaritz). Die Einwohner werden Jatsuar genannt.

## Geografie
Jatxou liegt etwa elf Kilometer südsüdöstlich von Bayonne am Nive im französischen Baskenland und der historischen Landschaft Labourd. Umgeben wird Jatxou von den Nachbargemeinden Mouguerre im Norden, Hasparren im Osten, Halsou im Süden und Südosten, Larressore im Süden und Südwesten sowie Ustaritz im Westen.

## Bevölkerungsentwicklung
| 1962                      | 1968 | 1975 | 1982 | 1990 | 1999 | 2006 | 2012 |
| ------------------------- | ---- | ---- | ---- | ---- | ---- | ---- | ---- |
| 355                       | 389  | 411  | 530  | 648  | 811  | 1001 | 1116 |
| Quelle: Cassini und INSEE |      |      |      |      |      |      |      |

## Sehenswürdigkeiten
- Kirche Saint-Sébastien
- Kapelle Saint-Saveur
- zahlreiche baskische Häuser aus dem 17. und 18. Jahrhundert

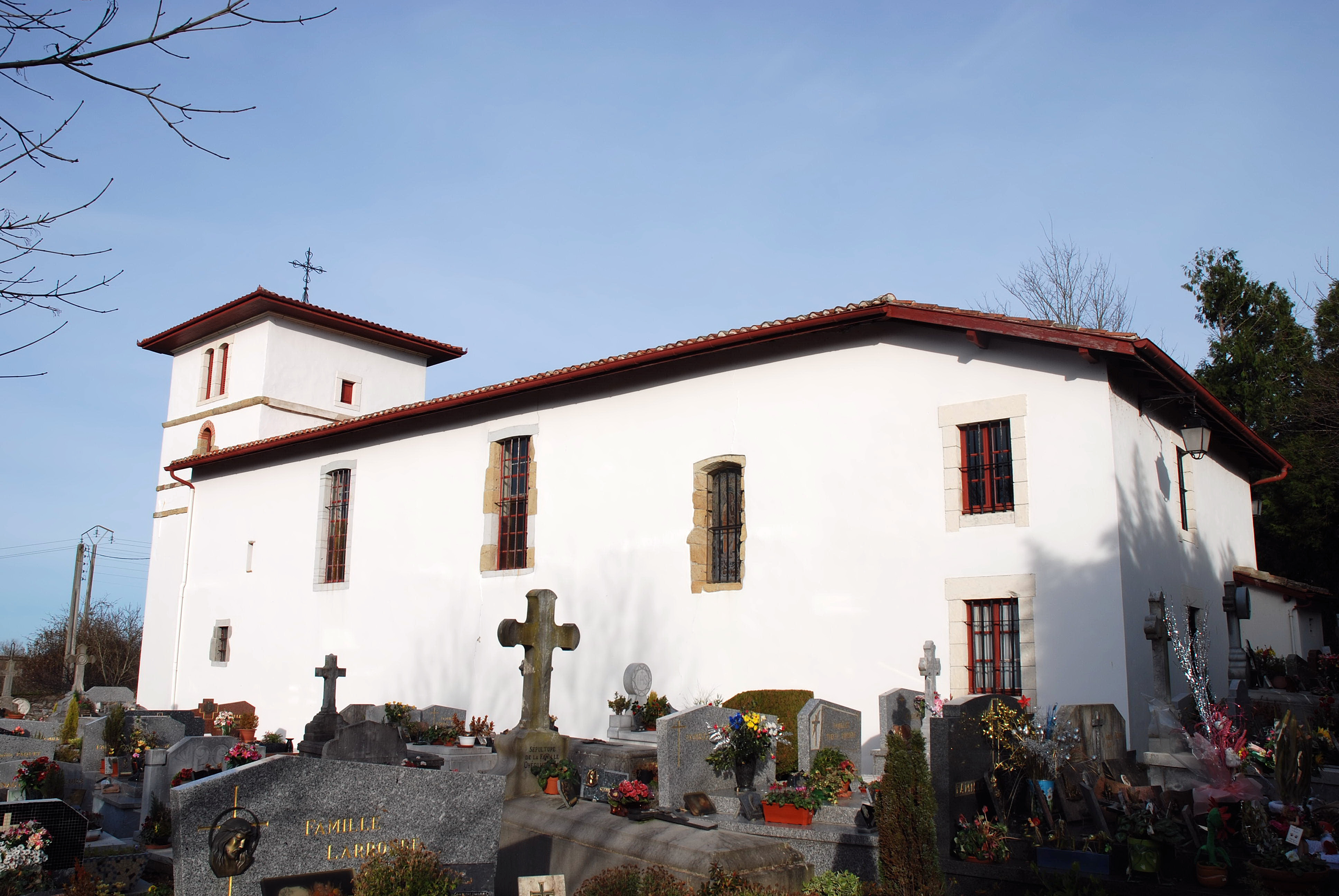
Kirche Saint-Sébastien
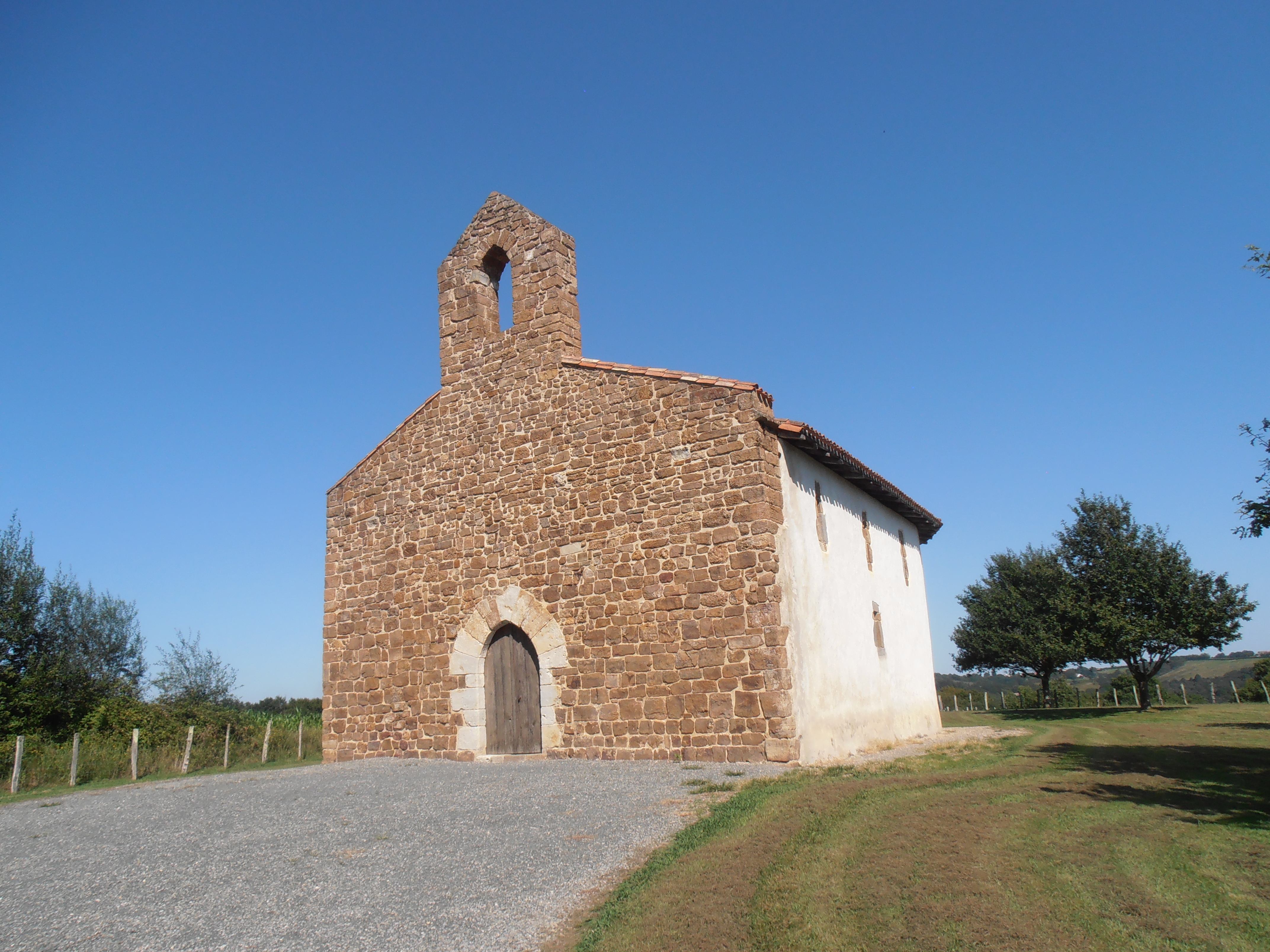
Kapelle Saint-Sauveur